# Chiesa dei Santi Andrea e Bartolomeo
La chiesa dei Santi Andrea e Bartolomeo è un edificio di culto cattolico di Roma, nel rione Monti, in via di San Giovanni in Laterano.

## Storia
Di origini antichissime, la sua storia è legata a quella dell'ospedale "San Giovanni".
La primitiva chiesa fu costruita sulla casa paterna di papa Onorio I (morto nel 638), assieme al monastero, come ricorda la biografia di papa Adriano I: «monasterium ss. Andreae et Bartholomaei, quod appellatur Honorii papae». In seguito, nel corso del XIV secolo la chiesa fu completamente ristrutturata, quindi ricostruita tra il 1630 e il 1636 sotto il pontificato di Urbano VIII a opera di Giacomo Mola e infine trasformata nelle forme settecentesche nel 1728, epoca in cui venne terminata la facciata, che include il portale quattrocentesco.

## Descrizione
La chiesa è di forma quasi triangolare; il pavimento cosmatesco fu realizzato per opera dei guardiani dell'Arciconfraternita del Salvatore, Marco Diotaiuti e Giovanni Bonadies, nel 1462. Ha un solo altare posto sul fondo dell'abside e conserva un affresco di stile bizantino, che apparteneva alla cappella, poi demolita, di Santa Maria Imperatrice presso il monastero dei Santi Quattro Coronati.